# Varenne (häst)
Varenne, född 19 maj 1995 i Copparo i Italien, är en italiensk varmblodig travhäst. Han tränades i Italien av den finländske tränaren Jori Turja.
Varenne är världens vinstrikaste travhäst genom tiderna. Han vann de flesta storlopp i Europa, bland annat de två största Elitloppet (2001, 2002) och Prix d'Amérique (2001, 2002). Han tävlade mellan åren 1998–2002 och sprang in 52 miljoner kronor på 73 starter. Felfri (utan att galoppera) var han aldrig sämre än trea i något lopp. Han vann totalt 62 av sina 70 felfria starter. Efter karriären har han varit avelshingst. Han har lämnat efter sig stjärnor som Lie Detector (2004), Lisa America (2005), Arazi Boko (2007), Royal Fighter (2008), Rokkakudo (2010), Twister Bi (2012) och Zarenne Fas (2015).
Varenne anses av många vara tidernas bästa travhäst. Bland andra Stig H. Johansson har bedömt och kommenterat honom som "världens mest kompletta häst, den bästa jag sett".
Han har fått sitt namn efter gatan Rue de Varenne i Paris.

## Karriär
Varenne föddes i Bolgheri och började sin karriär hos tränaren och kusken Roger Grundin, som då arbetade åt det franska storstallet Dubois med ägare Jean-Pierre Dubois. Varenne debuterade den 4 april 1998 i loppet Premio Primavalle på travbanan i Bologna. Han diskvalificerades i loppet efter ett flertal galopper. Ett par veckor efter den misslyckade debuten satte stall Dubois ut Varenne på en hästauktion, där han köptes av den finländske tränaren Jori Turja för 900 000 kronor.
Den 30 april 1998 debuterade Varenne i lopp för sin nya tränare och med sin nya kusk Giampaolo Minnucci. Varenne vann direkt i debuten. Under debutssäsongen som treåring i sin nya regi vann han 8 av sina 11 starter och var aldrig sämre än trea. Bland annat vann han det italienska derbyt i oktober 1998 då han utklassade den tidigare "omöjlige" Viking Kronos.
Varenne var obesegrad under hela sin säsongen 1999 då han vann 14 av 14 starter. Säsongen 2000 gjorde Varenne sin första start i Prix d'Amérique, där han slutade på tredjeplats. Tredjeplatsen i Prix d'Amérique följdes upp med segrar i bland annat Europeiskt femåringschampionat på travbanan i Treviso den 19 februari, Olympiatravet på Åbytravet den 8 april, i både försök och final i det största italienska travloppet Gran Premio Lotteria den 7 maj och i World Cup Trot den 1 juli. Varenne deltog även i Elitloppet på Solvalla den 28 maj 2000. Varenne vann sitt försökslopp, men galopperade och slutade på femteplats bakom Victory Tilly i finalen. Säsongen 2001 tog Varenne revansch från föregående år och vann både Prix d'Amérique och Elitloppet. Under samma säsong vann han Gran Premio Lotteria för andra året i rad. Han tävlade även i Nordamerika, där han vann Trot Mondial i Kanada. Han deltog även i Breeders Crown Open Trot på Meadowlands Racetrack i USA, ett lopp som han vann med fyra och en halv längd på det nya världsrekordet 1.09,1 aak.
Säsongen 2002 blev hans sista och under säsongen försvarade Varenne bland annat segrarna i Prix d'Amérique, Elitloppet och Gran Premio Lotteria från föregående år. Varenne vann även både Olympiatravet och World Cup Trot för andra gången i karriären. Under sin Sverige-sejour under sommaren 2002 startade han även i och vann storloppen Hugo Åbergs Memorial på Jägersro och Jubileumspokalen på Solvalla. I karriärens fjärde sista start travade Varenne som första häst i historien under 1.10,0 över distansen 1609 på en tusenmetersbana då han satt nytt världsrekord på 1.09,3 på tusenmetersbanor när han vann St. Michel Ajo i Mikkeli i Finland. Varennes världsrekord höll i över tio år och slogs inte förrän 2012 av Commander Crowe.
Varenne gjorde karriärens sista start den 28 september 2002 i Trot Mondial på Blue Bonnets Raceway i Montréal i Kanada. Han diskvalificerades efter att ha galopperat. Bortsett från galoppen i säsongens sista start var Varenne obesegrad genom hela sin sjuåringssäsongen 2002 då han vann samtliga av sina övriga 14 starter.
Efter tävlingskarriären har ett museum tillägnats honom på Ippodromo Sesana i Montecatini Terme.

## Statistik

### Starter
| #  | Datum             | Lopp                              | Bana              | Körsven            | Distans | Plac. | Tid    | Odds | Vinstbelopp |
| -- | ----------------- | --------------------------------- | ----------------- | ------------------ | ------- | ----- | ------ | ---- | ----------- |
| 1  | 4 april 1998      | Premio Primavalle                 | Acroveggio        | Roger Grundin      | 1 660 m | d     | dg2    | 27   | 0 EUR       |
| 2  | 30 april 1998     | Premio Mirtillo                   | Capannelle        | Giampaolo Minnucci | 1 600 m | 1     | 1.15,8 | 14   | 2 993 EUR   |
| 3  | 11 maj 1998       | Premio Ostrogoti                  | Capannelle        | Giampaolo Minnucci | 2 040 m | 1     | 1.16,4 | 15   | 2 993 EUR   |
| 4  | 23 maj 1998       | Gran Premio Stabile               | Aversa            | Giampaolo Minnucci | 1 660 m | 1     | 1.15,1 | 64   | 34 210 EUR  |
| 5  | 10 juli 1998      | Gran Premio Nazionale             | San Siro          | Giampaolo Minnucci | 2 100 m | 2     | 1.13,9 | 76   | 51 129 EUR  |
| 6  | 1 augusti 1998    | Premio Societa Terme              | Montecatini Terme | Giampaolo Minnucci | 2 040 m | 1     | 1.15,6 | 13   | 34 210 EUR  |
| 7  | 16 augusti 1998   | Gran Premio Marche                | Montegiorgio      | Giampaolo Minnucci | 2 060 m | 1     | 1.14,4 | 12   | 34 210 EUR  |
| 8  | 5 september 1998  | Premio Gran Premio aut. Friuli    | Trieste           | Giampaolo Minnucci | 1 660 m | 2     | 1.16,6 | 12   | 29 654 EUR  |
| 9  | 27 september 1998 | Premio Marangoni                  | Vinovo            | Giampaolo Minnucci | 2 100 m | 1     | 1.14,8 | 14   | 42 762 EUR  |
| 10 | 11 oktober 1998   | Derby italiano di trotto          | Capannelle        | Giampaolo Minnucci | 2 100 m | 1     | 1.13,9 | 29   | 194 569 EUR |
| 11 | 31 oktober 1998   | Gran Premio Orsi Mangelli, försök | San Siro          | Giampaolo Minnucci | 1 600 m | 1     | 1.12,6 | 13   | 14 966 EUR  |
| 12 | 31 oktober 1998   | Gran Premio Orsi Mangelli, final  | San Siro          | Giampaolo Minnucci | 1 600 m | 3     | 1.12,6 | 24   | 27 888 EUR  |
| 13 | 28 mars 1999      | Gran Premiocitta' di Padova       | Padova            | Giampaolo Minnucci | 1 640 m | 1     | 1.13,6 | 12   | 27 795 EUR  |
| 14 | 11 april 1999     | Citta' di Torino                  | Vinovo            | Giampaolo Minnucci | 2 060 m | 1     | 1.19,0 | 10   | 27 795 EUR  |
| 15 | 1 maj 1999        | Gran Premio d'Europa              | San Siro          | Giampaolo Minnucci | 2 100 m | 1     | 1.13,4 | 12   | 59 867 EUR  |
| 16 | 16 maj 1999       | Dante Alighieri                   | Montecatini Terme | Giampaolo Minnucci | 1 640 m | 1     | 1.14,4 | 12   | 27 795 EUR  |
| 17 | 13 juni 1999      | Premio Firenze                    | Florens           | Giampaolo Minnucci | 1 660 m | 1     | 1.13,8 | 12   | 27 795 EUR  |
| 18 | 29 juni 1999      | Tino Triossi                      | Capannelle        | Giampaolo Minnucci | 2 100 m | 1     | 1.13,9 | 12   | 59 867 EUR  |
| 19 | 18 juli 1999      | Gran Premio Citta di Taranto      | Taranto           | Giampaolo Minnucci | 2 020 m | 1     | 1.14,5 | 10   | 30 212 EUR  |
| 20 | 7 augusti 1999    | Gran Premio Citta' di Cesena      | Cesena            | Giampaolo Minnucci | 1 660 m | 1     | 1.13,7 | 11   | 27 795 EUR  |
| 21 | 20 augusti 1999   | Citta' di Follonica               | Follonica         | Giampaolo Minnucci | 1 640 m | 1     | 1.14,9 | 10   | 27 795 EUR  |
| 22 | 5 september 1999  | Gran Premio Regione Campania      | Agnano            | Giampaolo Minnucci | 2 100 m | 1     | 1.14,5 | 13   | 34 210 EUR  |
| 23 | 19 september 1999 | Gran Premio Continentale          | Acroveggio        | Giampaolo Minnucci | 2 060 m | 1     | 1.13,1 | 13   | 59 867 EUR  |
| 24 | 3 oktober 1999    | Preis der Besten                  | Daglfing          | Giampaolo Minnucci | 2 100 m | 1     | 1.13,3 | 18   | 53 544 EUR  |
| 25 | 14 november 1999  | Gran Premio delle Nazioni         | San Siro          | Giampaolo Minnucci | 2 100 m | 1     | 1.13,7 | 19   | 85 525 EUR  |
| 26 | 26 december 1999  | Prix Ariste-Hémard                | Vincennes         | Giampaolo Minnucci | 2 175 m | 1     | 1.14,7 | 16   | 41 815 EUR  |
| 27 | 30 januari 2000   | Prix d'Amérique                   | Vincennes         | Giampaolo Minnucci | 2 700 m | 3     | 1.13,1 | 27   | 83 846 EUR  |
| 28 | 10 februari 2000  | Prix Roederer                     | Vincennes         | Giampaolo Minnucci | 2 175 m | 1     | 1.14,7 | 11   | 41 923 EUR  |
| 29 | 19 februari 2000  | Campionato Europeo dei 5 anni     | Treviso           | Giampaolo Minnucci | 2 060 m | 1     | 1.14,5 | 10   | 64 143 EUR  |
| 30 | 11 mars 2000      | Gran Premio E.N.C.A.T.            | San Siro          | Giampaolo Minnucci | 2 100 m | 1     | 1.12,9 | 10   | 34 210 EUR  |
| 31 | 8 april 2000      | Olympiatravet                     | Åby               | Giampaolo Minnucci | 2 140 m | 1     | 1.12,7 | 10   | 92 846 EUR  |
| 32 | 7 maj 2000        | Gran Premio Lotteria, försök      | Agnano            | Giampaolo Minnucci | 1 600 m | 1     | 1.11,9 | 12   | 8 552 EUR   |
| 33 | 7 maj 2000        | Gran Premio Lotteria, final       | Agnano            | Giampaolo Minnucci | 1 600 m | 1     | 1.12,4 | 12   | 139 443 EUR |
| 34 | 28 maj 2000       | Elitloppet (2000), försök         | Solvalla          | Giampaolo Minnucci | 1 609 m | 1     | 1.11,0 | 14   | 29 014 EUR  |
| 35 | 28 maj 2000       | Elitloppet (2000), final          | Solvalla          | Giampaolo Minnucci | 1 609 m | 5     | 1.10,9 | 22   | 8 704 EUR   |
| 36 | 10 juni 2000      | Coupe du Monde de Trot            | Vincennes         | Giampaolo Minnucci | 2 100 m | 1     | 1.12,3 | 18   | 76 223 EUR  |
| 37 | 1 juli 2000       | World Cup Trot                    | San Siro          | Giampaolo Minnucci | 1 600 m | 1     | 1.11,7 | 12   | 66 932 EUR  |
| 38 | 9 juli 2000       | Elite-Rennen                      | Gelsenkirchen     | Giampaolo Minnucci | 2 011 m | 2     | 1.14,7 | 16   | 30 677 EUR  |
| 39 | 25 juli 2000      | Hugo Åbergs Memorial              | Jägersro          | Giampaolo Minnucci | 1 609 m | 2     | 1.10,9 | 23   | 46 423 EUR  |
| 40 | 5 augusti 2000    | Jubileumspokalen                  | Solvalla          | Giampaolo Minnucci | 2 140 m | 2     | 1.11,9 | 24   | 46 423 EUR  |
| 41 | 23 september 2000 | Colonna Traiana                   | Capannelle        | Giampaolo Minnucci | 2 100 m | 1     | 1.13,7 | 10   | 6 414 EUR   |
| 42 | 8 oktober 2000    | Giubileo-Roma                     | Capannelle        | Giampaolo Minnucci | 2 100 m | 1     | 1.13,0 | 14   | 149 669 EUR |
| 43 | 10 december 2000  | Terra Reggiana                    | Capannelle        | Giampaolo Minnucci | 2 100 m | 1     | 1.13,9 | 10   | 5 986 EUR   |
| 44 | 26 december 2000  | Premio Gaetano Turilli            | Capannelle        | Giampaolo Minnucci | 2 100 m | 1     | 1.15,3 | 12   | 85 525 EUR  |
| 45 | 14 januari 2001   | Gran Premio E.N.C.A.T.            | San Siro          | Giampaolo Minnucci | 2 100 m | 1     | 1.13,8 | 10   | 34 210 EUR  |
| 46 | 28 januari 2001   | Prix d'Amérique                   | Vincennes         | Giampaolo Minnucci | 2 700 m | 1     | 1.13,7 | 24   | 381 119 EUR |
| 47 | 18 februari 2001  | Gran Premio Mario Locatelli       | San Siro          | Giampaolo Minnucci | 1 600 m | 1     | 1.10,9 | 10   | 29 933 EUR  |
| 48 | 22 april 2001     | Renzo Orlandi                     | Modena            | Giampaolo Minnucci | 1 600 m | 1     | 1.12,5 | 10   | 34 210 EUR  |
| 49 | 6 maj 2001        | Gran Premio Lotteria, försök      | Agnano            | Giampaolo Minnucci | 1 600 m | 1     | 1.14,0 | 10   | 10 690 EUR  |
| 50 | 6 maj 2001        | Gran Premio Lotteria, final       | Agnano            | Giampaolo Minnucci | 1 600 m | 1     | 1.12,6 | 10   | 190 293 EUR |
| 51 | 27 maj 2001       | Elitloppet (2001), försök         | Solvalla          | Giampaolo Minnucci | 1 609 m | 1     | 1.10,6 | 15   | 28 769 EUR  |
| 52 | 27 maj 2001       | Elitloppet (2001), final          | Solvalla          | Giampaolo Minnucci | 1 609 m | 1     | 1.10,7 | 14   | 230 153 EUR |
| 53 | 26 juni 2001      | World Cup Trot                    | San Siro          | Giampaolo Minnucci | 2 100 m | 2     | 1.13,0 | 10   | 40 903 EUR  |
| 54 | 8 juli 2001       | Elite-Rennen                      | Gelsenkirchen     | Giampaolo Minnucci | 2 011 m | 1     | 1.13,7 | 10   | 76 693 EUR  |
| 55 | 28 juli 2001      | Breeders Crown Open Trot          | Meadowlands       | Giampaolo Minnucci | 1 609 m | 1     | 1.09,1 | 14   | 573 264 EUR |
| 56 | 22 september 2001 | Trot Mondial                      | Blue Bonnets      | Giampaolo Minnucci | 2 212 m | 1     | 1.12,3 | 14   | 187 237 EUR |
| 57 | 8 december 2001   | Gran Premio d'inverno             | San Siro          | Giampaolo Minnucci | 2 625 m | 1     | 1.15,4 | 11   | 25 657 EUR  |
| 58 | 26 december 2001  | Gala' Int.Trotto P.               | Capannelle        | Giampaolo Minnucci | 2 100 m | 1     | 1.14,5 | 10   | 96 215 EUR  |
| 59 | 13 januari 2002   | Gran Premio E.N.C.A.T.            | San Siro          | Giampaolo Minnucci | 2 100 m | 1     | 1.12,5 | 10   | 34 237 EUR  |
| 60 | 27 januari 2002   | Prix d'Amérique                   | Vincennes         | Giampaolo Minnucci | 2 700 m | 1     | 1.12,8 | 11   | 400 000 EUR |
| 61 | 17 februari 2002  | Gran Premio Mario Locatelli       | San Siro          | Jorma Kontio       | 1 600 m | 1     | 1.11,8 | 10   | 29 973 EUR  |
| 62 | 10 mars 2002      | Grand Critérium de Vitesse        | Cagnes-sur-Mer    | Giampaolo Minnucci | 1 609 m | 1     | 1.09,6 | 11   | 80 000 EUR  |
| 63 | 6 april 2002      | Olympiatravet                     | Åby               | Giampaolo Minnucci | 2 140 m | 1     | 1.12,4 | 11   | 83 616 EUR  |
| 64 | 5 maj 2002        | Gran Premio Lotteria, försök      | Agnano            | Giampaolo Minnucci | 1 600 m | 1     | 1.12,9 | 10   | 10 764 EUR  |
| 65 | 5 maj 2002        | Gran Premio Lotteria, final       | Agnano            | Giampaolo Minnucci | 1 600 m | 1     | 1.10,8 | 12   | 190 108 EUR |
| 66 | 26 maj 2002       | Elitloppet (2002), försök         | Solvalla          | Giampaolo Minnucci | 1 609 m | 1     | 1.10,4 | 11   | 26 128 EUR  |
| 67 | 26 maj 2002       | Elitloppet (2002), final          | Solvalla          | Giampaolo Minnucci | 1 609 m | 1     | 1.10,2 | 13   | 209 030 EUR |
| 68 | 25 juni 2002      | World Cup Trot                    | San Siro          | Giampaolo Minnucci | 2 100 m | 1     | 1.13,5 | 10   | 92 970 EUR  |
| 69 | 14 juli 2002      | St. Michel-loppet                 | Mikkeli           | Giampaolo Minnucci | 1 609 m | 1     | 1.09,3 | 10   | 50 000 EUR  |
| 70 | 30 juli 2002      | Hugo Åbergs Memorial              | Jägersro          | Giampaolo Minnucci | 1 609 m | 1     | 1.10,0 | 10   | 104 000 EUR |
| 71 | 10 augusti 2002   | Jubileumspokalen                  | Solvalla          | Giampaolo Minnucci | 2 140 m | 1     | 1.11,2 | 10   | 110 000 EUR |
| 72 | 24 augusti 2002   | Coupe du Monde de Trot            | Vincennes         | Giampaolo Minnucci | 2 100 m | 1     | 1.10,8 | 11   | 100 000 EUR |
| 73 | 28 september 2002 | Trot Mondial                      | Blue Bonnets      | Giampaolo Minnucci | 2 212 m | d     | d2kub  | 13   | 0 EUR       |

### Större segrar
| År   | Lopp                           | Grupp   |
| ---- | ------------------------------ | ------- |
| 1998 | Italienska Derbyt              | Grupp 1 |
| 1999 | Gran Premio d'Europa           | Grupp 1 |
| 1999 | Gran Premio Continentale       | Grupp 1 |
| 1999 | Gran Premio delle Nazioni      | Grupp 1 |
| 1999 | Prix Ariste-Hémard             | Grupp 2 |
| 1999 | Preis der Besten               | Grupp 1 |
| 1999 | Prix des Meilleurs             | Grupp 1 |
| 2000 | Europeiskt femåringschampionat | Grupp 1 |
| 2000 | Gran Premio Lotteria           | Grupp 1 |
| 2000 | Olympiatravet                  | Grupp 1 |
| 2000 | Prix Roederer                  | Grupp 2 |
| 2001 | Prix d'Amérique                | Grupp 1 |
| 2001 | Prix des Élites                | Grupp 1 |
| 2001 | Elite-Rennen                   | Grupp 1 |
| 2001 | Gran Premio Lotteria           | Grupp 1 |
| 2001 | Elitloppet                     | Grupp 1 |
| 2001 | Trot Mondial                   |         |
| 2001 | Breeders Crown Open Trot       |         |
| 2002 | Prix d'Amérique                | Grupp 1 |
| 2002 | Gran Premio Lotteria           | Grupp 1 |
| 2002 | Grand Critérium de Vitesse     | Grupp 1 |
| 2002 | Olympiatravet                  | Grupp 1 |
| 2002 | Elitloppet                     | Grupp 1 |
| 2002 | St. Michel Ajo                 | Grupp 1 |
| 2002 | Hugo Åbergs Memorial           | Grupp 1 |
| 2002 | Jubileumspokalen               | Grupp 1 |

## Stamtavla
| Efter Waikiki Beach | Speedy Somolli | Speedy Crown     | Speedy Scot     |
| Efter Waikiki Beach | Speedy Somolli | Speedy Crown     | Missile Toe     |
| Efter Waikiki Beach | Speedy Somolli | Somolli          | Star's Pride    |
| Efter Waikiki Beach | Speedy Somolli | Somolli          | Laurita Hanover |
| Efter Waikiki Beach | Hula Lobell    | Super Bowl       | Star's Pride    |
| Efter Waikiki Beach | Hula Lobell    | Super Bowl       | Pillow Talk     |
| Efter Waikiki Beach | Hula Lobell    | Hollys Margeo    | Blaze Hanover   |
| Efter Waikiki Beach | Hula Lobell    | Hollys Margeo    | Clever Diller   |
| Undan Ialmaz        | Zebu           | Sharif Di Iesolo | Quicksong       |
| Undan Ialmaz        | Zebu           | Sharif Di Iesolo | Odile De Sassy  |
| Undan Ialmaz        | Zebu           | Keystone Lady    | Hickory Pride   |
| Undan Ialmaz        | Zebu           | Keystone Lady    | Lady Frost      |
| Undan Ialmaz        | Baree          | Speedy Crown     | Speedy Scot     |
| Undan Ialmaz        | Baree          | Speedy Crown     | Missile Toe     |
| Undan Ialmaz        | Baree          | Spree Hanover    | Star's Pride    |
| Undan Ialmaz        | Baree          | Spree Hanover    | Spry Hanover    |